# Pétrel de De Filippi
Pterodroma defilippiana
Espèce
Statut de conservation UICN

 VU D2 : Vulnérable
Le Pétrel de De Filippi (Pterodroma defilippiana) est une espèce d'oiseaux de la famille des Procellariidae.

## Nomenclature
Son nom commémore le zoologiste italien Filippo De Filippi (1814-1867).

## Répartition
Cet oiseau peuple les îles Desventuradas et l'île Santa Clara (Chili).